# Paul-Émile Lafontaine
Pour les articles homonymes, voir Lafontaine.
Paul-Émile Lafontaine, né le 16 avril 1829  à Nieul-sur-Mer (Charente-Maritime) et mort le 7 juillet 1887 à La Rochelle, est un officier de marine et écrivain français.
Lieutenant de vaisseau, il est l’auteur du récit de l’un de ses voyages dans le Pacifique, réalisé entre 1875 et 1879. Récemment retrouvé, celui-ci est publié en 2006 sous le titre Campagne des mers du sud.

## Biographie
Paul-Émile Lafontaine, issu d’une dynastie de marins rochelais, commence comme mousse en 1844 dans la marine marchande, gravit les échelons, et à partir de 1850, effectue divers voyages au long cours en Amérique du Sud et du Nord, en Asie, en Afrique et en Méditerranée.
Le 18 octobre 1861, le capitaine Lafontaine commande le bateau de commerce France et Bretagne, lorsqu’il est arraisonné par les Mexicains à Tampico, pour espionnage. La France est en effet sur le point d’engager la guerre contre le Mexique. Fait prisonnier, il est condamné à mort par le général et gouverneur Juan José de la Garza, mais son exécution est repoussée de jour en jour, et Lafontaine prisonnier parcourt une bonne partie du Mexique. Évadé en mars 1863, il rejoint à Vera Cruz le commandant des forces françaises, l’amiral Edmond Jurien de La Gravière, qui le fait entrer dans la Marine comme enseigne de vaisseau auxiliaire, sur le Fontenoy. Lafontaine reviendra au Mexique peu après (1864-1865) sur le Darien.
De 1867 à 1869, il est en Guyane sur l’aviso Casabianca puis les canonnières Éclair et Sainte-Marie.
Il participe à la guerre de 1870 en région parisienne, aux forts d’Issy et de Vanves. Il se distingue et son supérieur Henri Dupuy de Lôme demande pour lui la Légion d'honneur, en vain.
En 1871, il épouse à La Rochelle Augustine Berry, peintre et miniaturiste comme son père Auguste (œuvres au musée des Beaux-Arts de La Rochelle) ; ils auront quatre enfants.
Devenu lieutenant de vaisseau en 1872, il est en 1874 affecté à la Division des mouvements du port de Rochefort, où le capitaine de vaisseau Théophile Hyacinthe Aube lui demande en 1875 de participer à une campagne de la Division du Pacifique, sur le Seignelay. C’est cette campagne (1875-1879) que Lafontaine racontera dans Campagne des mers du sud, seul texte connu de lui, avec quelques vaudevilles, dont l’un écrit et joué sur le Seignelay par les marins, à Valparaíso.
De retour à Rochefort, malade, Lafontaine travaille de nouveau à la Division des mouvements du port jusqu’en 1883. Devenu contre-amiral – Théophile Aube, qui lui avait obtenu le 18 janvier 1881 la Légion d’honneur, le choisit alors comme aide de camp pour une campagne en Méditerranée sur le cuirassé Le Trident.
Retraité en 1885, Lafontaine sera nommé trésorier des Invalides, à Dinan puis à La Rochelle, où il mourut le 7 juillet 1887.

## Campagne des mers du sud, 1875-1879
Cette campagne du croiseur Le Seignelay visait à conforter la présence française en Amérique latine et en Polynésie.
Républicain convaincu, anticlérical, et doté d’un humour parfois grinçant, Lafontaine en a écrit, après son retour, une chronique qui témoigne des coulisses d'une campagne à la mission autant géographique, ethnologique ou commerciale que militaire.
Outre de savoureuses anecdotes, Lafontaine raconte les procédés piteux d’une colonisation de la Polynésie où les missionnaires défendent vigoureusement leurs positions, et les imbroglios politiques sur fond de guerre économique de « première mondialisation » en Amérique du Sud. Certains épisodes sont frappants : l'exploration de l'Île de Pâques, où Lafontaine relève quelques inscriptions et dont il rapporte l'histoire récente ; les fêtes féériques, mais aussi les intrigues politiques dans un Tahiti délabré qui deviendra colonie française dès 1880 ; la dépouille momifiée de Pizarro à Lima ; les rencontres avec ceux - navires ou personnalités - qui seront peu après les protagonistes de la guerre du Pacifique opposant le Pérou, la Bolivie et le Chili.
Lafontaine brosse aussi les portraits d’autres personnalités, celles-ci à bord du Seignelay :
- Théophile Hyacinthe Aube – futur gouverneur de la Martinique, 1879-1881, puis  ministre de la Marine, 1886-1887 - fut commandant du Seignelay les deux premières années. À son initiative navigueront à bord plusieurs mois, en Polynésie, deux invités remarquables, autant par leurs connaissances que par leurs personnalités extravagantes. Ils écriront également leur expérience du voyage :
- Alphonse Pinart (1852-1911), explorateur, ethnologue et linguiste. Son Exploration de l’Île de Pâques (Lafontaine et lui s’étaient partagés les itinéraires) est parue dès 1878, avec grand succès.
- Constance Fredericka Gordon-Cumming (1837-1924), voyageuse, peintre et écrivain écossaise. Deux de ses livres concernent son voyage sur le Seignelay.